# Zahar Dimitrijevič Olsufjev
Zahar Dimitrijevič Olsufjev (rusko Захар Дмитриевич Олсуфьев), ruski general, * 1772, † 20. marec 1835.
Bil je eden izmed pomembnejših generalov, ki so se borili med Napoleonovo invazijo na Rusijo; posledično je bil njegov portret dodan v Vojaško galerijo Zimskega dvorca.

## Življenje
1. januarja 1786 je postal zastavnik v Izmailovskem polku. Sodeloval je v bojih s Švedi (1788-90). 8. aprila 1798 je bil povišan v generalmajorja in imenovan za poveljnika Brjanskega mušketirskega polka. 22. septembra 1800 je bil odpuščen iz vojaške službe. 
Septembra 1801 je bil ponovno aktiviran in imenovan za poveljnika Viborškega mušketirskega polka, s katerim se je udeležil bitke narodov. Pozneje je postal poveljnik 14. in 22. pehotne divizije. S slednjo se je udeležil bojev proti Turkom (1806-12). 
Leta 1810 je bil ranjen v bojih in deaktiviran, a je bil še istega leta ponovno aktiviran. 28. avgusta 1811 je postal poveljnik 17. pehotne divizije. 
6. oktobra 1812 je postal poveljnik 2. pehotnega korpusa. V kampanji leta 1813-14 je postal poveljnik 9. korpusa. 
Leta 1814 so ga zajeli Francozi. Kljub predlogu, da ga zamenjajo za ujetega francoskega generala, je raje ostal v ujetništvu, v katerem je ostal do padca Pariza. 
Po vrnitvi v Rusijo je septembra 1814 postal poveljnik 4. pehotnega korpusa in v letih 1815-20 je bil ponovno poveljnik 17. pehotne divizije.
10. februarja 1820 je postal senator in leta 1831 se je dokončno upokojil.